# Gołogórski Potok
Gołogórski Potok – potok górski w południowej Polsce w woj. dolnośląskim w Sudetach Wschodnich, w Górach Bialskich.
Górski potok o długości około 2,7 km, lewy dopływ Dopływu spod Jaworowej Kopy, jest ciekiem VI rzędu należącym do dorzecza Odry, zlewiska Morza Bałtyckiego.

## Położenie
Źródło potoku położone jest na obszarze Śnieżnickiego Parku Krajobrazowego w południowo-wschodniej części Gór Bialskich na południowo-zachodnim zboczu od wzniesienia Orlik.

## Charakterystyka
W części źródliskowej potok płynie w kierunku południowo-zachodnim, szeroką płytko wciętą, zalesioną doliną, wytworzoną na południowo-zachodnim zboczu Orlika. Od poziomu 1000 m n.p.m. potok płynie V-kształtną wąską, głęboko wciętą doliną o stromych zboczach, w kierunku ujścia, gdzie na wysokości ok. 715 m n.p.m. przed Nową Morawą uchodzi do Dopływu spod Jaworowej Kopy, prawego dopływu Morawki. Koryto potoku kamienisto-żwirowe słabo spękane i nieprzepuszczalne. Zasadniczy kierunek biegu potoku jest południowo-zachodni. Jest to potok górski odwadniający południowo-zachodnią część Gór Balskich. Potok nieuregulowany dziki. W większości swojego biegu płynie obok drogi, wśród terenów niezabudowanych, brzegi w 95% zadrzewione, dno bez roślin.

## Budowa geologiczna
Potok płynie przez obszar zbudowany ze skał metamorficznych – metamorfik Lądka i Śnieżnika. Tworzą go łupki łyszczykowe i gnejsy śnieżnickie, a podrzędnie kwarcyty, amfibolity i łupki amfibolitowe, erlany i łupków grafitowych.

## Dopływy
Dopływami jest kilka cieków sezonowych mających źródła na zboczach przyległych wzniesień.

## Inne
Na większości map potok, do którego uchodzi Gołogorski Potok jest bezimienny. Wg Region. Zarz. Gospodar. Wodnej potok nosi nazwę Dopływ spod Jaworowej Kopy.